# Karhutunturi
Karhutunturi är ett berg i Finland.   Det ligger i den ekonomiska regionen  Östra Lapplands ekonomiska region  och landskapet Lappland, i den norra delen av landet, 800 km norr om huvudstaden Helsingfors. Toppen på Karhutunturi är 518 meter över havet. Karhutunturi ingår i Keppervaarat.
Terrängen runt Karhutunturi är platt åt sydost, men åt nordväst är den kuperad. Karhutunturi är den högsta punkten i trakten. Trakten runt Karhutunturi är nära nog obefolkad, med mindre än två invånare per kvadratkilometer.